# Świątniki Górne

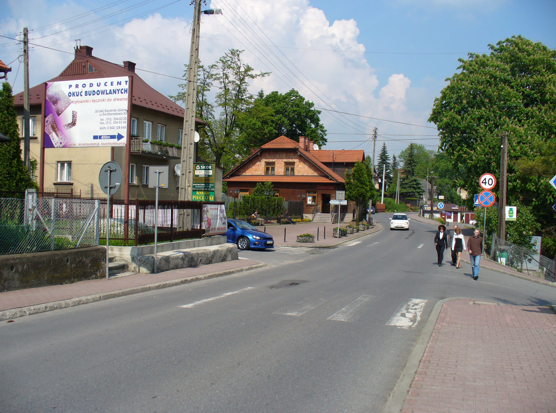
Swiatniki Gorne

Świątniki Górne este un oraș în județul Cracovia, Voievodatul Polonia Mică, cu o populație de 2.280 locuitori (2011) în sudul Poloniei.